# 2025 en Allemagne
Chronologie de l’Allemagne
- 2021
- 2022
- 2023
- 2024
- 2025
- 2026
- 2027
- 2028
- 2029

Cet article présente les faits marquants de l'année 2025 en Allemagne.

## Événements

### Janvier
- 7 janvier : le centre de recherche Agora Energiewende (en) estime à 3 % la réduction d'émission de gaz à effet de serre de l'Allemagne par rapport à l'année précédente et 48 % depuis 1990[1].

### Février
- 13 février : attaque à la voiture-bélier à Munich.
- 13 au 23 février : Berlinale 2025 (festival international du film de Berlin).
- 21 février : attaque au Mémorial de l'Holocauste à Berlin.
- 23 février : élections fédérales, la CDU/CSU, remporte le plus grand nombre de sièges au Bundestag.

### Mars
- 2 mars : élections régionales à Hambourg

### Mai
- 6 mai : Friedrich Merz est élu chancelier fédéral par le Bundestag au second tour de scrutin.
- 9 mai : 75e cérémonie du Deutscher Filmpreis.
- 31 mai : finale de la Ligue des champions de l'UEFA à Munich.

### Juillet
- 17 juillet : le traité de Kensington avec le Royaume-Uni est signé à Londres.
- 27 juillet : le déraillement d'un train régional au niveau de Riedlingen, qui reliait Sigmaringen à Ulm avec 100 passagers à bord, fait au moins trois morts et plusieurs blessés[2].
- 29 juillet : un hélicoptère EC135 loué par la Luftwaffe s'écrase dans la rivière Mulde prés de la ville de Grimma en Allemagne. Les trois militaires à bord sont morts[3].